# Lasagnes
Pour les articles homonymes, voir lasagne (homonymie).
Les lasagnes (lasagna, au singulier) sont à la fois des pâtes alimentaires en forme de feuilles rectangulaires, et une recette de cuisine italienne à base de couches alternées de pâtes lasagnes, parmesan, mozzarella, ou ricotta, et de sauce bolognaise et sauce béchamel, gratinée au four. Originaires du centre-sud italien, elles sont déclinées sous de multiples variantes dans le monde (légume, épinard, aubergine, pesto, viande, poisson, fruits de mer, ou végétariennes...).

## Histoire
Le cuisinier épicurien Apicius de l'Antiquité romaine décrit une recette de cuisine de « tarte d'Apicius » de cuisine de la Rome antique, au Ier siècle av. J.-C., à base de succession de laganum (crêpe, abaisse de pâte), et de couches de viande ou de poisson. Cette recette est retranscrite ultérieurement dans son ouvrage culinaire De re coquinaria, L'Art Culinaire, du IVe siècle,,,,,. 

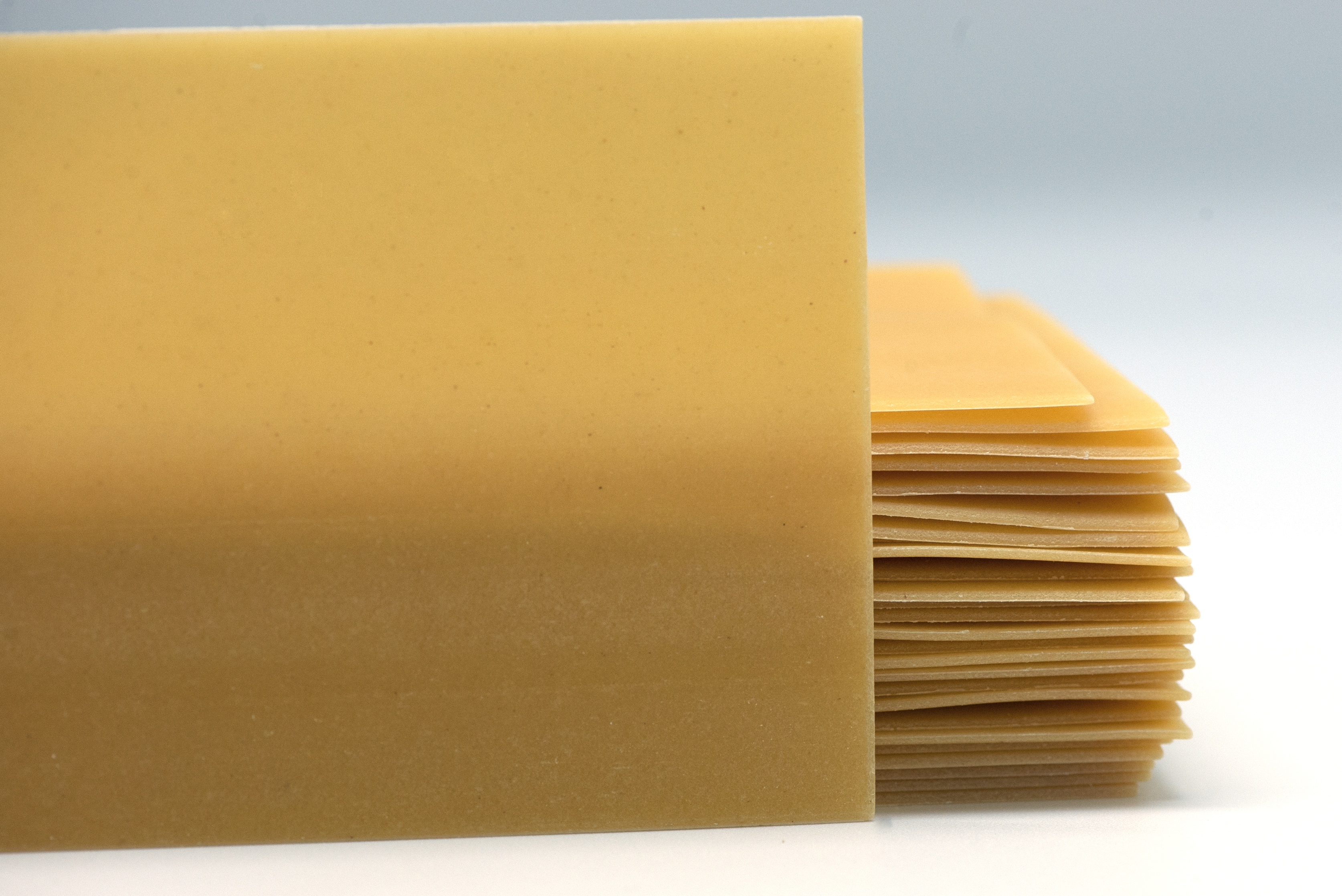
Feuille de pâtes lasagnes
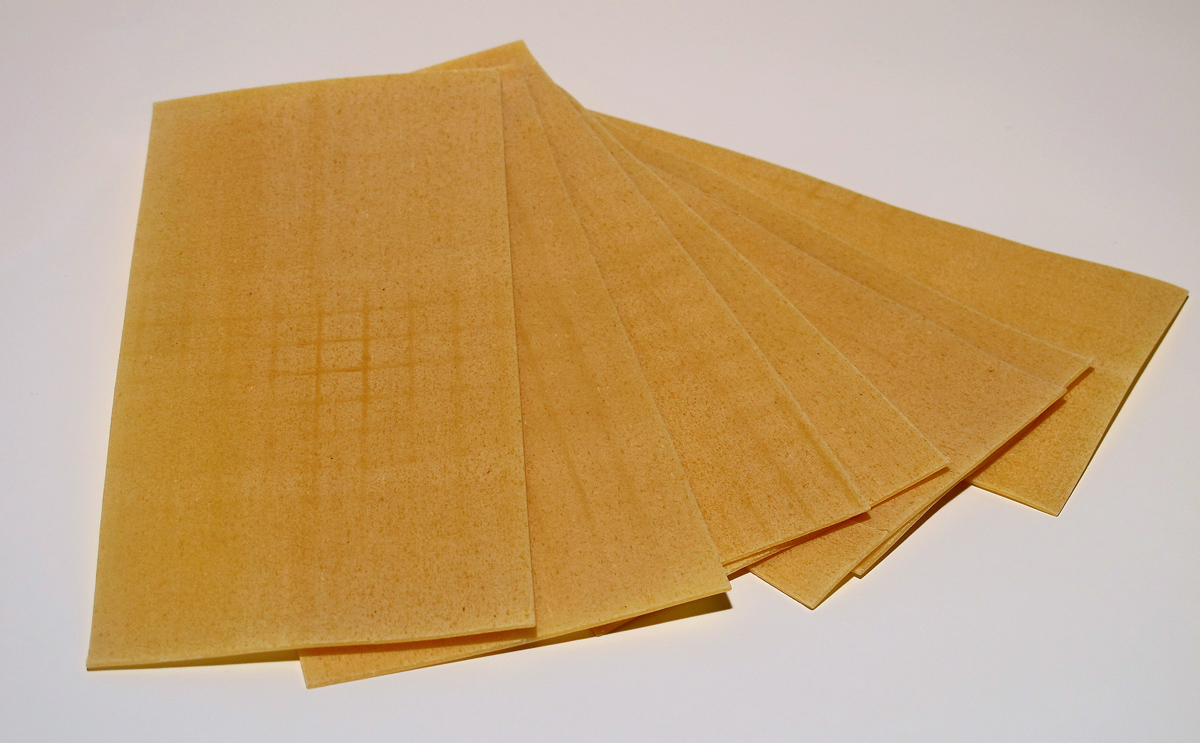
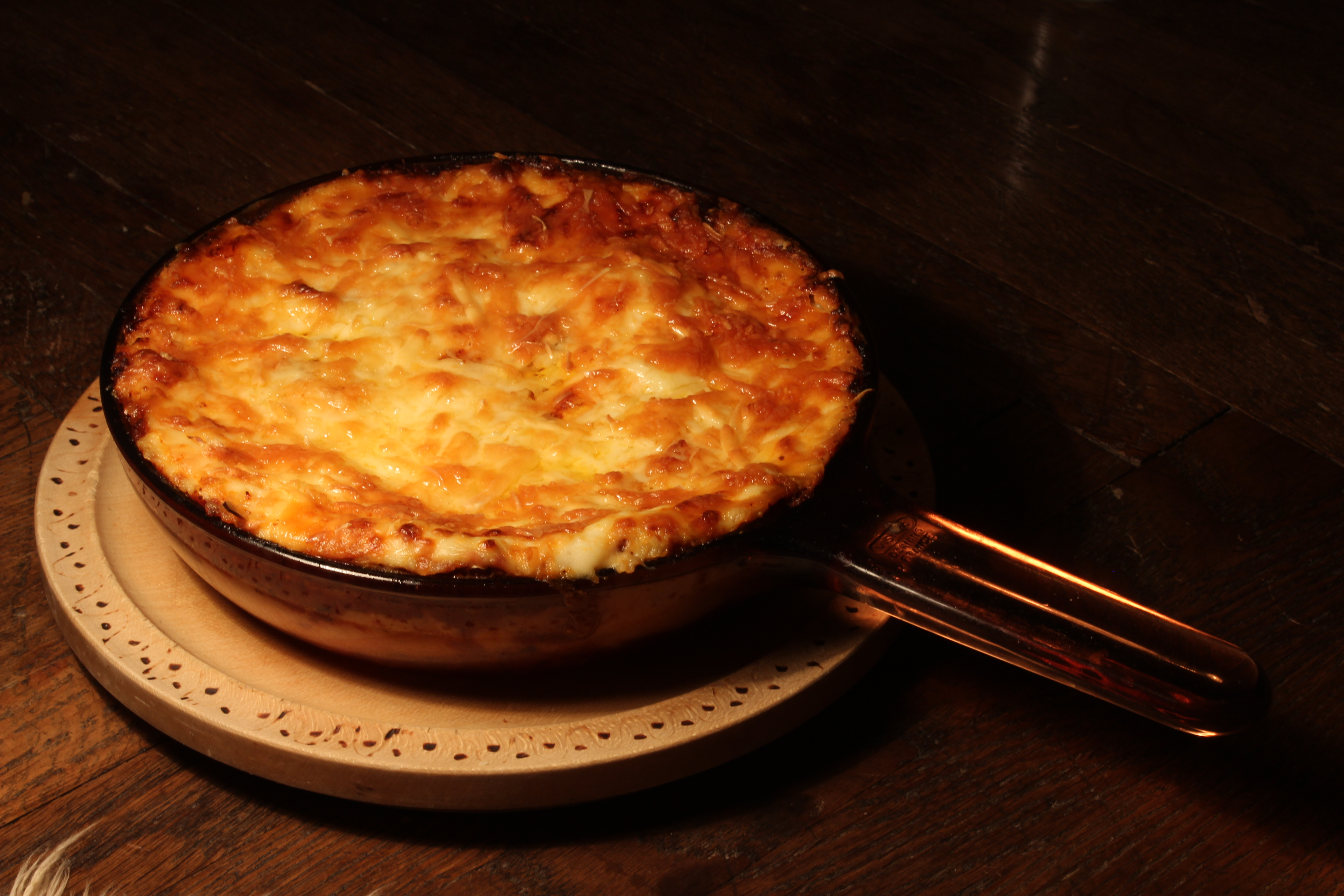

En 1282, une première version de lasagne de Bologne, bouillies et assaisonnées de fromage, est mentionnée dans le Memorilae Bolognese. À la Renaissance, l'alternance de pâte à l'œuf et de fromage en couches apparait.
Une des plus anciennes recettes écrites connues sous le nom de « lasanis » (à base de pâte et de fromage, sans tomates, arrivées en Europe du Nouveau Monde au XVIe siècle) remonte au codex Liber de coquina (Le livre de cuisine, en latin), ouvrage de cuisine médiévale d'auteur anonyme de la cour du royaume de Naples de la fin du XIIIe siècle : « De lasanis : ad lasanas, accipe pastam fermentatam et fac tortellum ita tenuem sicut potentiis. Deinde, diuide eum per partes quadratas ad quantitatem trium digitorum. Postea, habeas aquam bullientem salsatam, et poses ibi ad coquendum predictas lasanas. Et quand erunt fortiter décocte, accipe caseum grattatum. » (« Lasagnes : pour faire des lasagnes, prenez des pâtes fermentées et rendez-les aussi fines que possible. Ensuite, divisez-le en parties carrées de trois doigts de large (6 cm). Ensuite, sortez de l'eau bouillante salée et faites cuire les lasagnes indiquées. Et quand ils sont cuits versez du fromage râpé. » Liber de coquina, livre III, Naples, XIVe siècle).
Au milieu du XIXe siècle, les épinards, traditionnellement intercalés entre les feuilles de pâte, sont intégrés, bouillis, dans la pâte elle-même, accompagnée d'un jus de viande.
En 1935, la recette est décrite comme lasagne verdi (lasagnes vertes) par Paolo Monelli dans Il Ghiottone errante. En 2003, l'Académie de cuisine italienne dépose auprès de la chambre de commerce la recette des lasagne verdi alle bolognese.
François II des Deux Siciles, dont le royaume fut annexé en 1861 lors du Risorgimento, était surnommé  « Re lasagna » (« le roi lasagne ») en raison de sa passion pour cette préparation.

## Variantes
Les lasagne napolitaines sont une  variante de la Campanie ; elles sont faites avec des pâtes de blé dur préparées avec du Ragù alla napoletana, de la ricotta, de la mozzarella et du fromage.
Les Vincisgrassi des Marches, sont faites avec des abats de bœuf et de poulet et des champignons. La pâte contient de l'huile, des œufs et du vin blanc.
Les lasagne à la bénéventaine sont une autre variante de la Campanie, semblable à la version napolitaine, mais aspergées de bouillon de poulet avant la cuisson.
Les sagne chine, en Calabre, sont aussi semblables à la version napolitaine, mais enrichies d'œufs durs, de scamorza, de légumes, de viande de porc...

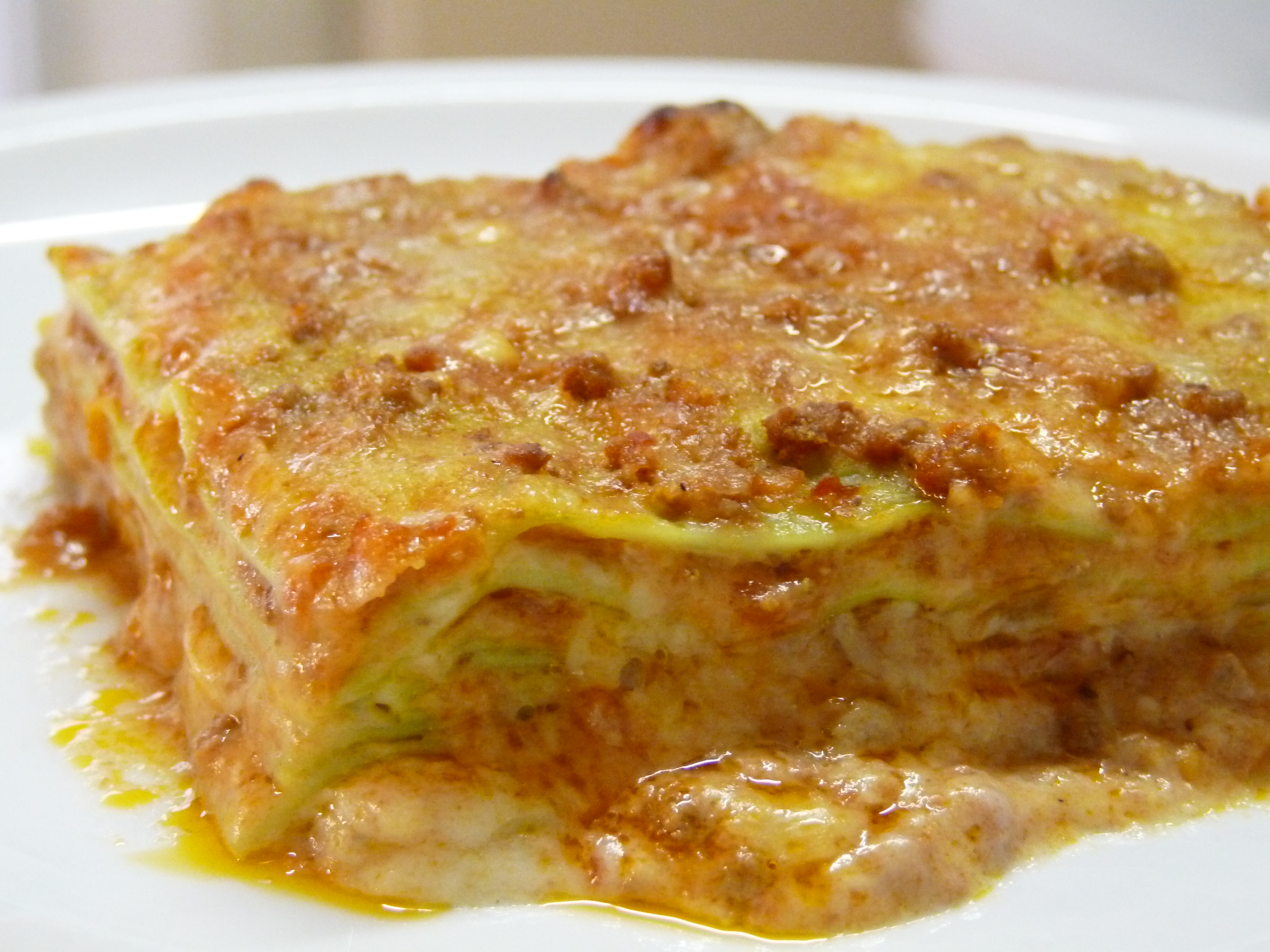
Lasagne de Bologne, de la cuisine romagnole.
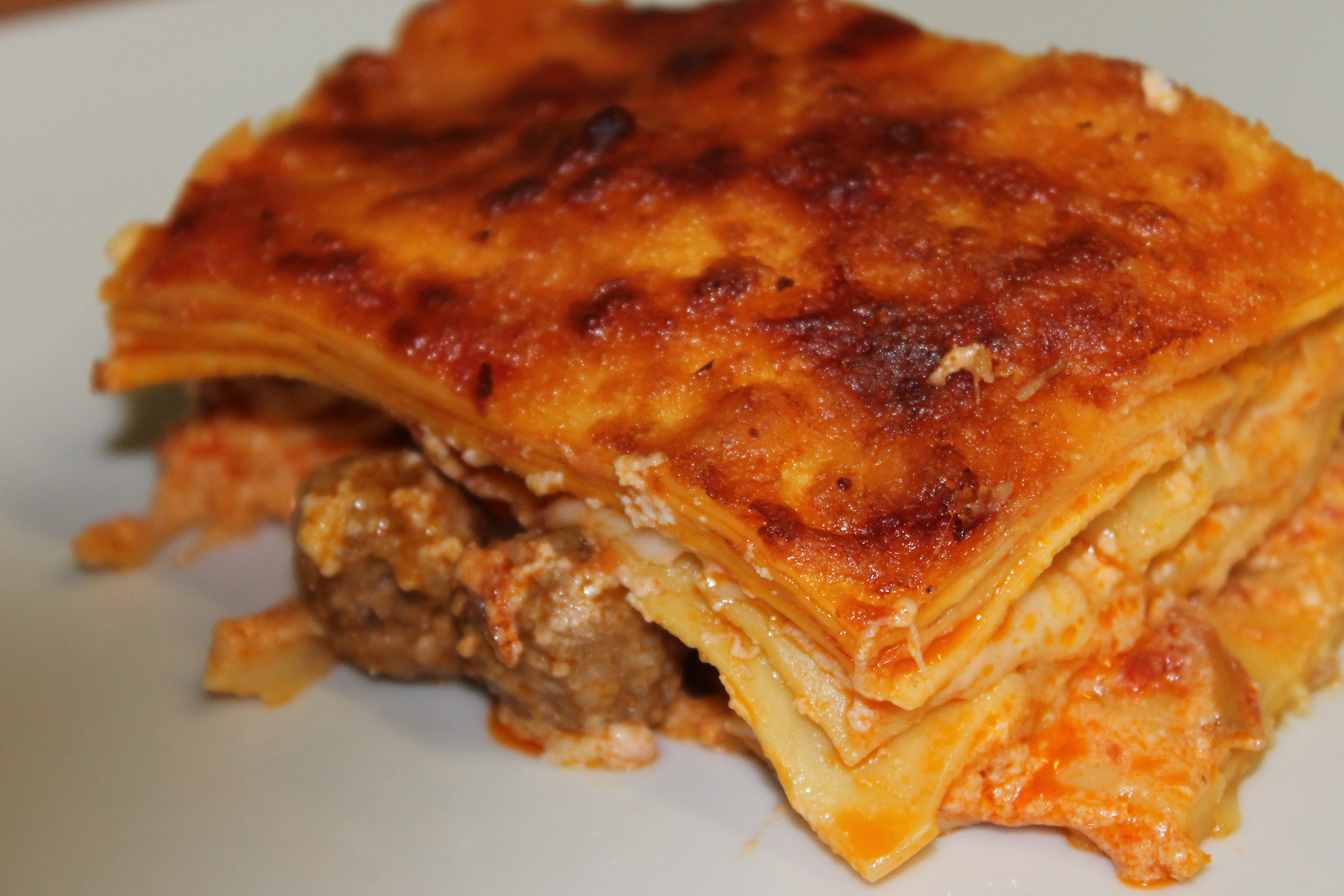
Lasagne de Naples, de la cuisine napolitaine[11].
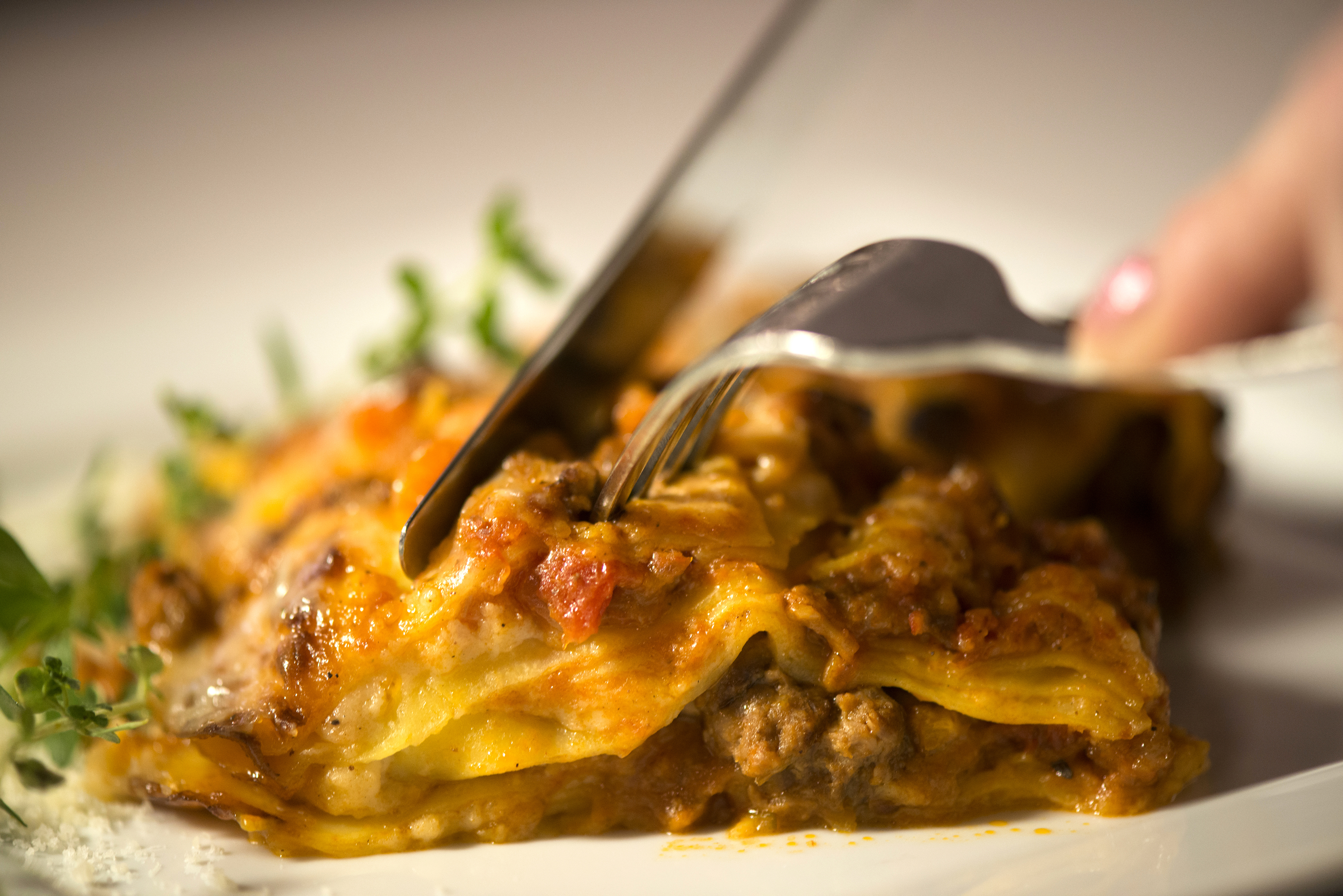
Vincisgrassi
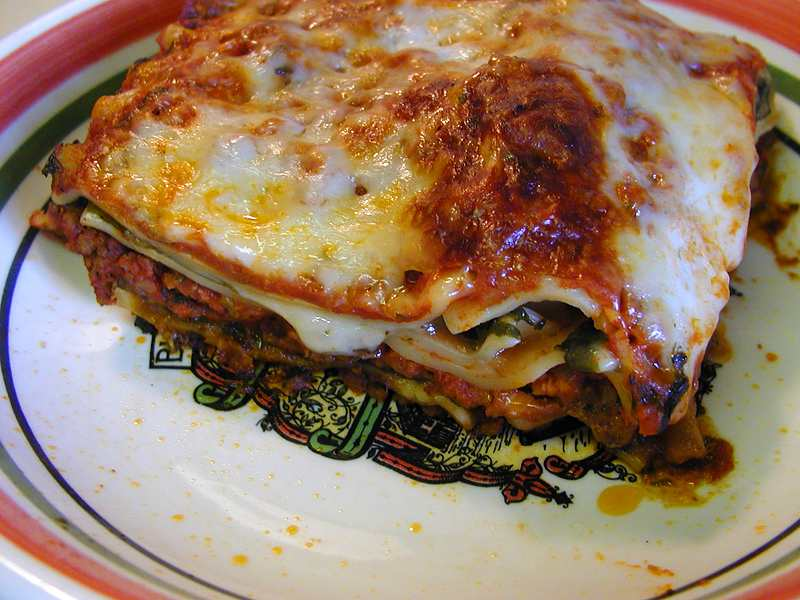
Lasagne verdi (lasagnes vertes)

## Étymologie
Le mot italien lasagna est dérivé du grec ancien λάσανα / lásana qui signifie « trépied de cuisine » (servant à maintenir une cocotte au-dessus du feu de cuisson) . Ce mot fut ensuite employé par les Romains pour désigner le lasanum (récipient de cuisson, casserole, marmite, pot) (proche de laganum, crêpe ou abaisse de pâte). Les Italiens employèrent ensuite le mot à partir du XIIIe siècle pour désigner le plat dans lequel les lasagnes étaient cuisinés, jusqu'à ce jour où ce mot lasagna (lasagne au pluriel) ne désigne plus que cette variété de pâte et sa recette.

## Recette de lasagne bolognaise
Mettre dans un plat environ cinq couches successives de sauce bolognaise, de fromage (ricotta, mozzarella ou parmesan), de pâtes lasagnes. Terminez par du fromage. Les ingrédients doivent être suffisamment humides pour que les plaques de lasagne puissent gonfler et cuire à la cuisson. Faire cuire à couvert à four chaud, puis à découvert vers la fin pour gratiner,,,,.
Les dimensions standard d'une plaque de pâte sont de 17,6 × 8,8 cm (+/- 5 mm).
Les feuilles de lasagne peuvent être fabriquées avec des machines à pâtes traditionnelles.  
Les lasagnes vertes (lasagne verdi) sont une variante des pâtes à base d'épinards. 

## Dans la culture populaire
Les lasagnes sont le mets favori du chat Garfield.

## Dans les médias
Les lasagnes surgelées ont été au cœur d'un scandale à l'échelle européenne en février-mars 2013 sur la fraude à la viande de cheval.